# Лунка-Веке
Лунка-Веке (рум. Lunca Veche) — село у повіті Васлуй в Румунії. Входить до складу комуни Лунка-Банулуй.
Село розташоване на відстані 283 км на північний схід від Бухареста, 36 км на схід від Васлуя, 82 км на південний схід від Ясс, 123 км на північ від Галаца.

## Населення
За даними перепису населення 2002 року у селі проживали 107 осіб, усі — румуни. Усі жителі села рідною мовою назвали румунську.